# Eric Taylor (Basketballspieler, 1969)
Eric Taylor (* 6. Dezember 1969 in Grand Rapids, Michigan) ist ein ehemaliger US-amerikanischer Basketballspieler, der in Deutschland für die Ludwigsburg, Bonn und Bremerhaven sowie in Österreich in Oberwart gespielt hat.

## Werdegang
Taylor war Mitglied der Schulmannschaft der Wyoming Park High School. Er studierte hernach an der Oakland University und spielte mit den Golden Grizzlies in der ersten NCAA-Division. Er stieß in der ewigen Bestenliste der Hochschulmannschaft unter anderem bei erzielten Punkten, Ballgewinnen und bei der Drei-Punkt-Wurfquote unter die ersten Fünf vor. Für seine Leistungen als Sportler wurde er 2004 in die Ruhmeshalle der Golden Grizzlies aufgenommen.
Nach seinem Studium ging er nach Deutschland und spielte zunächst in Ludwigsburg. Nach einer Saison wechselte er gemeinsam mit Trainer Dan Palmer in die 2. Basketball-Bundesliga zum Post SV Telekom Bonn. Taylor wurde in Bonn der Liebling der Anhängerschaft. Er war in der Saison 1993/94 mit 28,9 Punkten je Begegnung der beste Korbschütze der Rheinländer. Im Sommer 1994 spielte er bei der NBA-Mannschaft Minnesota Timberwolves vor, erhielt aber keinen Vertrag und ging nach Bonn zurück. Beim Post SV (1995 in Telekom Baskets Bonn umbenannt) stand auch 1994/95 (29,7 Punkte je Begegnung) sowie 1995/96 (23,6 Punkte je Begegnung) in der internen Bonner Korbschützenliste an erster Stelle. 1996 stieg er mit Bonn in die höchste Spielklasse auf. Im ersten Bundesliga-Jahr führte er Bonn gleich in das Finale um die Deutsche Meisterschaft, welches gegen Alba Berlin verloren ging. Taylor erzielte in der Hauptrunde 1996/97 im Schnitt 17,8 Punkte je Begegnung für den Bundesliga-Neuling und stand in der Korbschützenliste der Liga mit diesem Wert auf dem neunten Rang.
In der Saison 1997/98 hatte Taylor mit einer Knieverletzung zu kämpfen, musste einen Eingriff vornehmen lassen und konnte sich im Anschluss an die Saison mit dem Verein nicht auf eine Vertragsverlängerung einigen. Taylor äußerte nach seinem Abschied im Sommer 1998, Bonn sei seine „zweite Heimat“ gewesen. Nach dem Vertragsende spielte er in der folgenden Saison erst in seinem Heimatland in den Ligen USBL und CBA. Im Februar 1999 nahm er ein Angebot des österreichischen Bundesligisten UBC Oberwart an, der in dieser Saison Pokalsieger wurde. Nach einem Jahr in Finnland, wo er mit seiner Mannschaft aus Helsinki ebenfalls Vizemeister wurde, spielte Taylor für die London Towers unter anderem in der neu eingerichteten EuroLeague, bevor er 2001 nach Schweden wechselte.
Im Vorfeld der Saison 2002/03 weilte er beim polnischen Erstligisten Stal Ostrów, im Oktober 2002 ging er nach Schweden zurück. 2003 wurde er mit Solna schwedischer Meister und von der schwedischen Liga als bester Spieler der Saison 2002/03 ausgezeichnet. In der Spielzeit 2003/04 spielte er wieder in Deutschland und verstärkte in der 2. Bundesliga die Eisbären Bremerhaven. Er wurde mit der Mannschaft Vizemeister der 2. Bundesliga Nord, Taylor erzielte als bester Korbschütze der Eisbären 18,5 Punkte pro Begegnung. Anschließend wechselte er erneut nach Schweden, wo er 2005 seine Karriere nach einer Augenverletzung beenden musste, die er sich auf unglückliche Weise als Unbeteiligter im Rahmen einer Kneipenschlägerei zugezogen hatte, als er von einem umherfliegenden Gegenstand getroffen wurde.

### Nach der Spielerkarriere
Nach dem Karriereende kehrte Taylor in seine Heimatstadt zurück und wurde Kaffeehausbetreiber. 2007 wurde er Assistenztrainer der Basketball-Damen am Grand Rapids Community College, stieg 2009 zum Cheftrainer auf. Er führte diese im Frühjahr 2010 zum Gewinn des Meistertitels in der Michigan Community College Athletic Association und wurde in dieser Spielklasse als bester Trainer der Saison 2009/10 ausgezeichnet. Er blieb bis 2012 im Amt, war dann vier Jahre Assistenztrainer der Jungen-Schulmannschaft an der Grand Rapids Christian High School und wurde dort 2018 Cheftrainer.
Ende Juli 2023 erlitt Taylor einen Schlaganfall. Nach der Genesung setzte er seine Arbeit als Trainer an der Grand Rapids Christian High School fort.